# Латка, Мартин
Ма́ртин Ла́тка (чеш. Martin Latka; род. 28 сентября 1984[…], Глубока-над-Влтавой) — чешский футболист, игравший на позиции защитника. Талант года Чехии (2005).

## Карьера
Родился в городе Глубока-над-Влтавой, начал карьеру в академии клуба Динамо (Ческе-Будеёвице), в 2003 году перешёл в академию клуба Славия (Прага). В 2005 году получил награду Талант года Чехии. 30 января 2006 года перешёл в английский «Бирмингем Сити» на правах аренды до конца сезона. Сыграл 6 матчей и вернулся в Славия (Прага) после вылета «Бирмингем Сити».
В январе 2009 года подписал контракт с греческим «Паниониос», в 2011 году вернулся в Славия (Прага). В январе 2013 года перешёл в клуб немецкой Бундеслиги «Фортуна Дюссельдорф» подписав контракт на 1,5 года. В мае 2014 года расторг контракт с клубом и вернулся в Славия (Прага).

## Карьера в сборной
После награды Талант года Чехии, получил вызов в сборную Чехии по футболу (до 21 года). В ноябре 2012 году дебютировал за национальную сборную Чехии в товарищеском матче против Словакии.

## Достижения
Славия (Прага)
- Чемпионат Чехии по футболу: 2008/2009, 2007/2008[10]